# Léonce Albert Van Peteghem

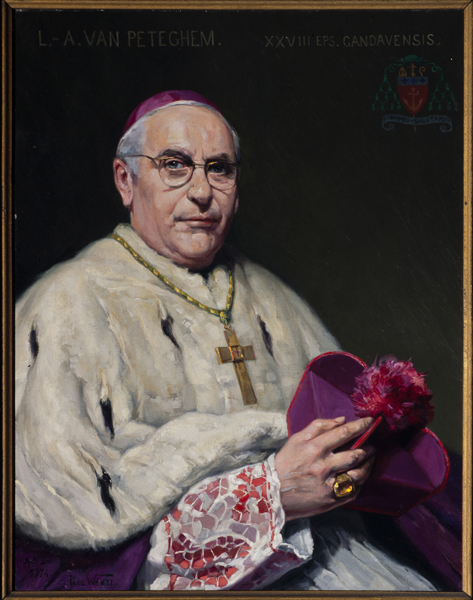
Léonce Albert Van Peteghem (Gemälde von Paul Wante, 1974)

Léonce Albert Van Peteghem (* 7. Oktober 1916 in Sint-Kruis-Winkel; † 7. Januar 2004 in Gent) war ein belgischer Geistlicher und Bischof von Gent. 

## Leben

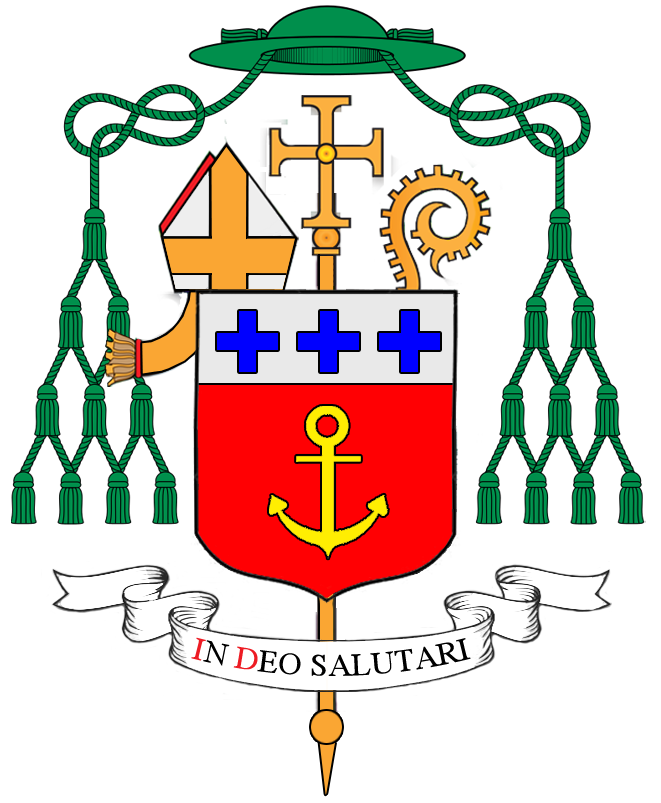
Wappen

Léonce Albert Van Peteghem empfing am 18. August 1940 die Priesterweihe.
Papst Paul VI. ernannte ihn am 28. Mai 1964 zum Bischof von Gent. Der Erzbischof von Mecheln-Brüssel, Léon-Joseph Kardinal Suenens, spendete ihm am 29. Juni desselben Jahres die Bischofsweihe; Mitkonsekratoren waren Jules Victor Daem, Bischof von Antwerpen, und André Marie Charue, Bischof von Namur. Als Wahlspruch wählte er IN DEO SALUTARI.
Er nahm an der dritten und vierten Sitzungsperiode des Zweiten Vatikanischen Konzils teil.
Am 27. Dezember 1991 nahm Papst Johannes Paul II. seinen altersbedingten Rücktritt an.